# 马格努斯效应

演示马格努斯效应在一个向右飞行的球上。图片显示以球心为参照系，“V”代表风速，方向“F”对造成压力较低一边的力量

马格努斯效应（Magnus Effect），以发现者海因里希·馬格努斯命名的，是一个流体力学当中的现象，是一个在流体中转动的物体（如圆柱体）受到的力。

## 历史
在1852年德国物理学家海因里希·马格努斯（Heinrich Magnus）描述了这种效应。然而早在1672年艾萨克·牛顿（Isaac Newton）在观看了剑桥学院（Cambridge college）网球选手的比赛后描述和正确推断了这种现象的原由。。在1742年英国的一位枪炮工程师本杰明·罗宾斯（Benjamin Robins）解释了在马格努斯效应中步枪弹丸（musket balls）运动轨迹的偏差。

## 原理
当一个旋转物体的旋转角速度向量与物体飞行速度向量不重合时，在与旋转角速度向量和移動速度向量组成的平面相垂直的方向上将产生一个横向力。在这个横向力的作用下物体飞行轨迹发生偏转的现象称作马格努斯效应。旋转物体之所以能在横向产生力的作用，从物理角度分析，是由于物体旋转可以带动周围流体旋转，使得物体一侧的流体速度增加，另一侧流体速度减小。
根据伯努利定律，流体速度增加将导致压强减小，流体速度减小将导致压强增加，这样就导致旋转物体在横向的压力差，并形成横向力。同时由于横向力与物体运动方向相垂直，因此这个力主要改变飞行速度方向，即形成物体运动中的向心力，因而导致物体飞行方向的改变。但是，伯努利定律(P+ρgh+(1/2)ρυ2=常數)描述的是單一流体不同位置，根據「能量守恆定律」推導而得因流速不同造成壓力差的現象，通過球上下方的氣流已是不同流体，是否仍適用伯努利定律有待商榷。依據Babinsky (2003)的意見，這樣的現象應由「康達效應」(Coanda effect) 來解釋，又稱為「附璧效應」：意指: 流體遇到障礙物時(如球面)，會有沿著障礙物曲面流動的傾向，因流線的彎曲需要向心力，而相對應的反作用力作用於球体，上下方流体速度不同，向心力的反作用力亦不同，球便受到「提拉」(entrainment,或稱「挾持」或「拽引」)，使球上昇(或下降)。
用位势流理论解释，则旋转物体的飞行运动可以简化为“直匀流＋点涡＋偶极子”的运动，其中点涡是形成升力的根源。在二维情况下，旋转圆柱绕流的横向力可以用儒可夫斯基定理来计算，即横向力＝来流速度x流体密度x点涡环量。马格努斯效应可以用来解释乒乓球中的弧线球、足球中的香蕉球等现象。
利用马格努斯效应还设计出了带旋转的飞艇，这种飞艇通过旋转可以增加、调节飞艇的升力，是飞艇设计中一种很有趣的设计方式。

## 马格努斯效应的计算
由于角速度向量{\displaystyle {\vec {\omega }}}和速度向量{\displaystyle {\vec {v}}}  的对象，产生的力{\displaystyle {\vec {F_{M}}}}可使用下列公式计算：
{\displaystyle {\vec {F_{M}}}=S({\vec {\omega }}\times {\vec {v}})}
其中，S是由整个物体表面决定的空气阻力平均系数，{\displaystyle \times }表示向量的交叉乘积。

## 在空中一个旋转的球的举例
下面的公式演示了一个球是沿着旋转轴垂直方向的平移运动旋转的诱导升力：
{\displaystyle {F}={\frac {1}{2}}\rho v^{2}AC_{L}}
F = 升力
{\displaystyle \rho } =流体的密度
v = 球的速度
A = 球的横截面积
CL = 升力系数
升力系数CL可以从使用雷诺数和旋转比率的实验数据图表确定。与光滑的球旋转的比例为0.5到4.5，典型的升力系数的范围从0.2至0.6.
为了方便起见，图中以球作为参考，故空气相对于球的速度朝左。

## 举例
足球中的香蕉球，球转得越快，弧度越大。
乒乓球、网球、排球中的球的上旋。
棒球中的曲球、滑球。